# リチャード・ストールマン
リチャード・マシュー・ストールマン（英: Richard Matthew Stallman、1953年3月16日 - ）は、アメリカ合衆国のプログラマー、自由ソフトウェア活動家。コピーレフトの強力な推進者として知られ、現在にいたるまで自由ソフトウェア運動において中心的な役割を果たしている。また、プログラマーとしても著名な存在であり、開発者としてその名を連ねるソフトウェアにはEmacsやGCCなどがある。なお、名前の頭文字を取って RMS と表記されることもある。

## 年表
- 1953年 - ダニエル・ストールマンとアリス・リップマンの子としてニューヨークに生まれる[1]。
- 1971年 - ハーバード大学に入学。Math55で好成績を残し[2]、MIT AI研のプログラマとなりハッカーコミュニティに加わる。
- 1974年 - 物理学の学位を取得し[3]、最優等の成績で大学を卒業。これに続いてMITの大学院に入学するが、MIT AI研でプログラマとしての活動を続けるうちに、物理学の研究をやめ、博士号をとることを放棄する。
- 1983年 - GNUプロジェクトを創始。
- 1984年 - GNUプロジェクトに専念するためMITを退職。
- 1985年 - GNU宣言の発表。
- 1990年 - グレース・ホッパー賞受賞。
- 1996年 - スウェーデン王立工科大学名誉博士号。
- 1998年 - EFFパイオニア賞[4]。
- 1999年 - オンラインの百科事典プロジェクトGNUPedia（英語版）の開発を提唱。ユーリ・ルビンスキー記念賞受賞。
- 2001年 - 武田賞を受賞。グラスゴー大学名誉博士号。
- 2002年 - 全米技術アカデミー会員。
- 2007年 - パビア大学名誉博士号。
- 2009年 - レイクヘッド大学名誉博士号。
- 2019年 - CSAILとFSF代表理事辞任[5]
- 2021年 - FSF理事復帰[6][7]。

## MITでの活動

### 大学院生として
最終的には、AI研のプログラマとなる道を選び、博士研究を断念することになるものの、ストールマンは研究者としてもいくつか重要な業績を残している。例えば、1977年には、ジェラルド・ジェイ・サスマンと TMS (Truth maintenance system) に関する論文を発表しており、これはある種の先駆的な業績とされている。

### プログラマとして
ストールマンはハーバード大学在学中から、MITのAI研にてプログラマをしていた。AI研での活動はMITの院生となってからも続き、1984年にMITの職を辞すまで続くことになる。ここでの重要な実績としては、TECO、Emacs、LISPマシンOSの開発が挙げられる。

### ハッカー文化の旗手として
1970年代の後半から1980年代の初めにかけて、MITのハッカー文化は徐々に解体していったが、ストールマンはこの衰退に対する熱烈な批判者として活躍した。
1977年、MIT CS研はパスワード制を導入し、これまで自由であった匿名アクセスを禁止する。これに対しストールマンはパスワードを解読する方法を見つけた上で、パスワードを空白文字に変更するよう促す（実質的に旧来通りの匿名アクセスを可能にできる）メッセージを付け、パスワードの入ったメッセージを各人に送りつけるという反対運動を行う。パスワード制を覆すまでには至らなかったものの、これにより全体の20%がストールマンに賛同し、パスワードを変更する。
同時期に、ソースコードを配布するという文化が廃れ、著作権を用いてコピーや再配布を制限するのが一般化した。その代表とも言えるのがScribeであり、1979年にはこのソフトウェアに一種の「時限装置」が組み込まれ、ライセンス無しのアクセスが強力に禁止されるに至る。この制約に対して、ストールマンは「（ユーザーの自由を制限することは）人道に対する罪（英: crime against humanity）である」 と痛烈に批判する。
そして、1980年代に入ると、LISPマシンの開発を巡り、AI研内部がベンチャーキャピタルの融資を拒否するLMI社と融資を受け入れるSymbolics社に分裂。両社ともプロプライエタリソフトウェアを提供していたが、ストールマンはハッカーコミュニティに親和的であった前者を支持し、1982年から1983年にかけてSymbolics社のプログラムのクローンをする作業に取り組む。

## GNUプロジェクト

### プロジェクトの創設
1983年9月、GNU OS計画の概要をARPANET上の複数のメーリングリストとUSENETで公表。1985年にはGNU宣言を発表し、「GNU」という名前の自由なUNIX互換OSの開発を正式に提唱する。同年10月に非営利団体のフリーソフトウェア財団を創設し、1989年にはプログラミング自由連盟を共同設立する。

### プロジェクトの成果
GNUプロジェクトは、まもなくして多くの成果をもたらすことになった。実際に、1990年までに多くのGNUシステムの開発が完了し、ストールマン自身が開発に携わったものだけでもEmacs・GCC・GDB・gmakeといったソフトウェアが生み出されている。ただし、本来の目的であったカーネル自体の開発は遅れ、2024年現在も未だに一般的に利用できるまでに成熟していない。
さらに、このプロジェクトの中で、ソフトウェアの変更と再配布の権利を法的に保護するコピーレフトの概念が広まったことも成果の一つに数えられる。このコピーレフトの概念は、GNU Emacs General Public License において初めて実装されたが、1989年にはどのソフトウェアにも用いることのできるライセンスとして GNU General Public License がストールマンの手で書かれている。

### 論争
一方で、GNUプロジェクトは、特に思想面において数々の論争を引き起こすプロジェクトでもあった。例えば、1992年前後には、GNU EmacsをめぐりLucid社の開発者との対立が表面化し、結果的にXEmacsの分岐を招いた。また、1991年にリーナス・トーバルズがGNUの開発ツールを採用して以来、GNUのプログラムはLinuxに移植されて広く用いられるようになったが、これは今日まで続く GNU/Linux という名前を巡る論争を引き起こすことになる。ここでプロジェクトの理念的な側面を重視して、GNUの名前を用いることを強固に主張したのは他ならぬストールマンであった。
このストールマンの強い思想性に対する評価は分かれている。ジャーナリストのアンドリュー・レオナルドは、ストールマンの「決して妥協しない頑固さ」を才能ある有能なプログラマに共通に見られる特徴だとする。

ストールマンの妥協しない姿勢には、何か安心させてくれるものがある。勝つにせよ負けるにせよ、ストールマンは決してあきらめない。彼は死ぬまで農場の最も頑固なロバでありつづけることだろう。これを「決意が固い」と言うにせよ、あるいは「単に意固地なだけ」と呼ぶにせよ、彼のひたむきな姿勢や厳格なまでの誠実さは、調子のよいことばかりを言う広報担当や何億円もの金をかけたマーケティングが跳梁する世界における、一服の清涼剤のようなものなのである。
—アンドリュー・レオナルド,Salon.com

## 自由ソフトウェア活動家

### 主な活動や成果
ストールマンはソフトウェアの自由に関する多くのエッセイを執筆しており、1990年代初頭から自由ソフトウェア運動の政治活動家として積極的に活動してきた。彼が定期的に行っている講演は「 GNUプロジェクトと自由ソフトウェア運動」、「 ソフトウェア特許の危険性」、「コンピュータネットワーク時代の著作権とコミュニティ」などである。
2004年、ストールマンはベネズエラで自由ソフトウェアの採用を訴える講演を行い、チャベス大統領から好意的な反応を得ている。また、2006年にはインドのケーララ州政府との交渉の場を持ち、同州にある一万校余りの高校のコンピューターのOSをWindowsからGNU/Linuxに切り替えさせることに成功している。

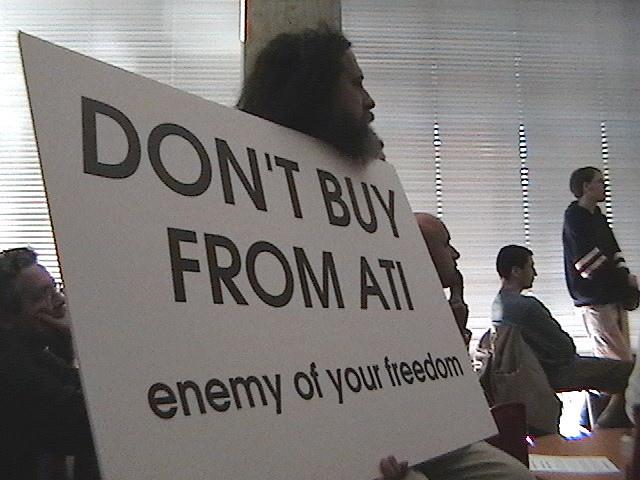
2012年、プラカードを掲げてATIへの抗議活動をするストールマン。

2006年4月、ストールマンはATIコンパイラー設計者の招待講演で「 ATIから買うな、自由の敵だ」と書かれたプラカードを掲げてプロプライエタリソフトウェアに抗議し、警察が呼ばれる事態に発展した。 AMDはその後ATIを買収し、同社のハードウェアドキュメントやドライバーを自由ソフトウェアコミュニティが利用できるようにするための措置を講じ、成果をもたらした。
スティーブ・ジョブズによるAppleの閉鎖的なプラットフォームに対しては、「コンピューティングに悪影響を与える」と評し批判している。

### 自身の自由ソフトウェア環境

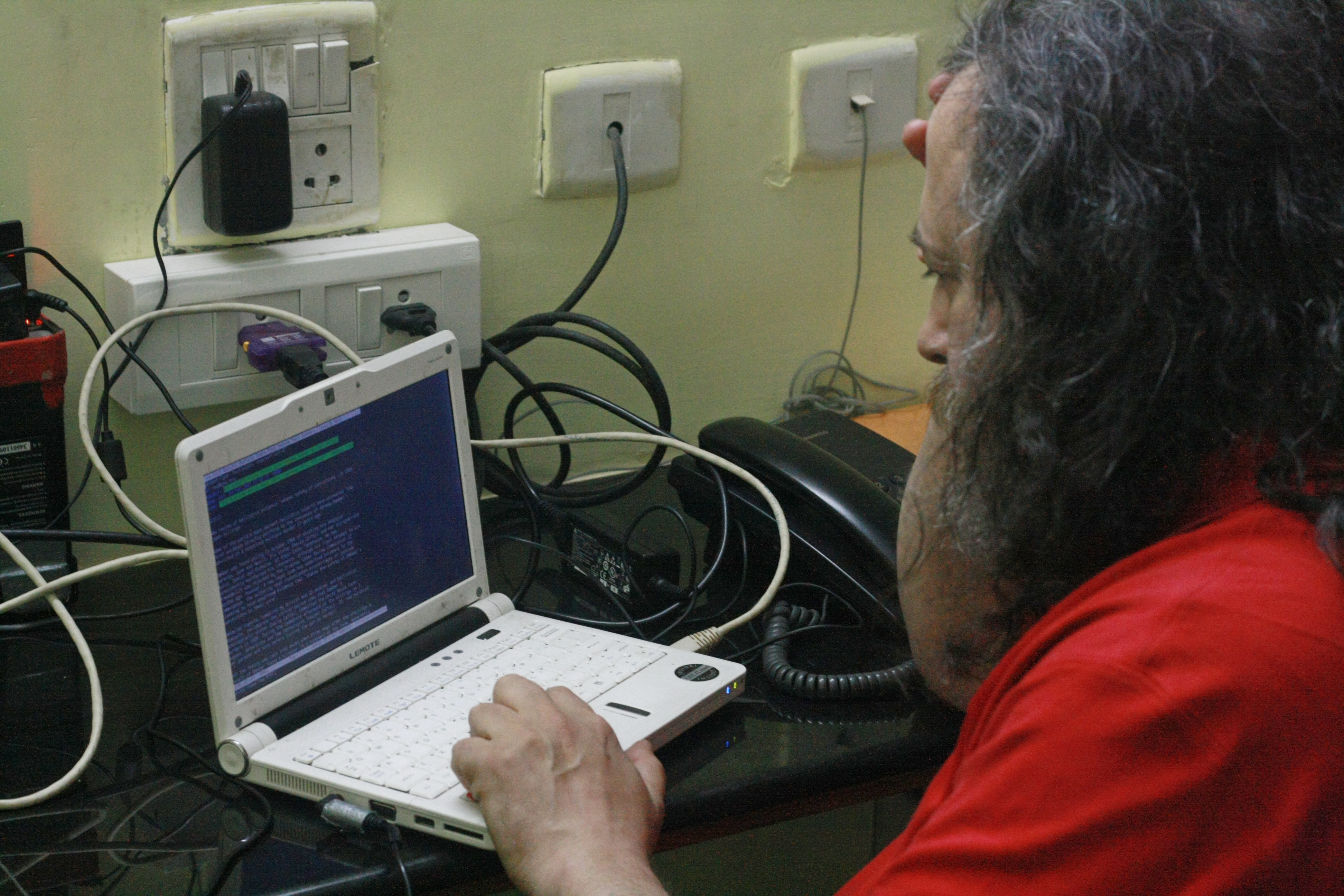
2012年、チェンナイのインド工科大学マドラス校にてLemote を利用するストールマン

ストールマンは自身のコンピューティング環境を、BIOSに至るまで徹底した自由ソフトウェア環境で作業を行っている。Librebootと呼ばれるBIOSの自由ソフトウェアな実装を導入したThinkpad X200を使用し、GNU FSDGに適合する完全に自由なGNUディストリビューションであるTrisquel GNU/Linuxを使用している。ThinkPad X200の前は、LibrebootとTrisquel GNU/Linuxを搭載したThinkpad T400sを使用していた。さらに以前は龍夢のYeeloongネットブックを使っていた。彼はこれを、X200、X60、T400s のようにBIOSレベルで自由ソフトウェアを実行できるという理由で選んだ。彼は「自由は私の最優先事項です。私は 1983 年から自由のために運動してきました。そして、より便利なコンピュータのためにその自由を手放すつもりはありません」と述べている。ただしこのLemoteネットブックは、2012 年にアルゼンチン滞在中に盗まれた。

## ジェフリー・エプスタイン事件

### 事件へのコメントとMITとFSFの辞任
2019年9月、ジェフリー・エプスタインがMITに寄付をしていたことが判明し、これをきっかけにMITメディアラボ所長の伊藤穰一が辞任する事態となった。MITとエプスタインのつながりの隠蔽に抗議するため、 MITコンピュータ科学・人工知能研究所内のメーリングリストでスレッドが開始され、ストールマンもエプスタインやその役割を批判し続けた。そうした彼のコメントはMedium経由で公開されたが、未成年者との性行為や児童ポルノの合法化を主張した2013年以前の著作が再浮上し、論争を拡大させることになった。
2019年9月14日、ストールマンは過去の著作の問題点を認め、自身のブログに「ここ数年の個人的な会話を通じて、子供との性行為が心理的に子供に害を及ぼす可能性があることを理解するようになった。こうした問題についての考えを私は変えた。大人はそんなことをすべきではないと思う」と書いた。2019年9月16日、ストールマンは「一連の誤解と誤った描写によりMITと私への圧力がかかったため、MITとFSFの両方から辞任する」と発表した。ストールマンは自身のウェブサイト等で改めて謝罪した。

### FSFへの復帰
2021年3月、LibrePlanet2021で、ストールマンはFSFの取締役会への復帰を発表した。その直後、GNOMEやMozillaなどの著名なオープンソース組織の支援を受けて、ストールマンとFSFの取締役会全体の解任を求める公開書簡がGitHubに掲載された。書簡にはストールマンに対する告発のリストが含まれていた。これに対し、ストールマンの発言は誤解されており、文脈の中で正しく解釈する必要があるとして、FSFにストールマンの留任を求める公開書簡も公開された。FSFの取締役会は4月12日にストールマンを復帰させる決定を再確認する声明を発表した。ストールマン自身も声明を発表し、自身の社会的なスキルの低さを説明し謝罪した。
ストールマンの復帰を受け、複数の組織がFSFを批判するとともに、資金提供の停止、またはFSFとの関係を断った。しかしFSFは、企業からの直接的な財政支援が直近の会計年度の収益の3%未満と述べ、財政的影響は比較的小さかったと主張している。

## 人物

### 私生活
ストールマンは質素な生活で知られる。たとえば、彼は、リサーチ・アフィリエイトとしてMITに在籍しているが無給である。また、同大学のCSAIL（コンピュータ科学・人工知能研究所）にオフィスを構えている以外には、定住のための住居を持っていない。彼は、この生活について「私はいつも安上がりな生活をしてきた……つまり学生みたいにね。私はそういう生活が好きなんだ。そういう生活なら、カネの言いなりになる必要がないからね」 としている。
また、プライバシーの問題に強い意識を抱いていることでも知られている。たとえば、追跡を受けることで重大なプライバシー侵害が生じうるという理由 で携帯電話を持たないことを推奨している。また、同様に入室の時間と回数の追跡が可能になるという理由で、オフィスのある建物のカードキーを使うことを避けている。さらに、「個人的な理由」から、GNUやFSFの自分のページかそれに関連するページ以外は自分のコンピューターから直接ブラウズすることはないと述べている。そして、その代わりとして、wgetを動かしているサーバーにメールを送り、見たいページをメールで送らせるという方法を用いているという。
キーボードはHappy Hacking Keyboardを愛用していることで知られる。
ストールマンは、多言語話者でもある。彼の母国語は英語であるが、彼はそれに加えてスペイン語とフランス語も流暢に話すことができる。実際にこれらの言語で二時間のスピーチも行っている。本人によれば、カタコトではあるが、インドネシア語も使えるという。

### 趣味
ストールマンはコンロン・ナンカロウ からフォーク音楽 に至るまでの幅広い音楽を好んでいる。ベラ・フレック＆ザ・フレックトーンズやウィアード・アル・ヤンコビックも好きであると述べている。
彼は作曲も行っており、ブルガリアのフォークダンス音楽「サディ・モマ」の替え歌として自由ソフトウェアの歌を作っている。最近では、キューバのフォークソング「グァンタナメラ」を元に、グァンタナモ米軍基地の囚人のことを歌った歌を書き上げ、キューバにて現地の音楽家とともにレコーディングしている
また、ストールマンはSFのファンでもあり、グレッグ・イーガンの作品を好んでいるという。ストールマン自身、「The Right to Read」と「Jinnetic Engineering」という二つのSF作品を書き上げている。

### 宗教
1999年の記事の注釈によれば「私は無神論者なので、どの宗教指導者にも従おうとは思わないが、ときに彼らの言ったことには尊敬の念を覚える」としている。
なお、ストールマンは12月25日をクリスマスではなくGrav-massとして祝うことを提唱している。これは万有引力(universal gravitation)の法則を発見したアイザック・ニュートンを祝う日であり、彼がユリウス暦の12月25日に生まれたことにちなむものである。

### 政治
影響を受けた人物について、ストールマンは、マハトマ・ガンディー、キング牧師、ネルソン・マンデラ、アウンサンスーチー、ラルフ・ネーダー、デニス・クシニッチの名前を挙げたうえ、「フランクリン・ルーズベルトやウィンストン・チャーチルも尊敬しているよ。彼らの行ったことの一部には批判的なんだけどね」と述べている。また、ストールマンは、緑の党の支持者であり、国民投票による立法制度の実現を目指すナショナル・イニシアティブ運動の支持者でもある。
ストールマンは、電子投票の反対者でもある。実際に、2008年3月1日に行われたマンチェスターでの講演の中で、投票用紙のコピーさえあれば再集計がより容易であるという理由で、ストールマンは紙による投票を擁護している。